# Julienne (cuisine)
Pour les articles homonymes, voir Julienne.

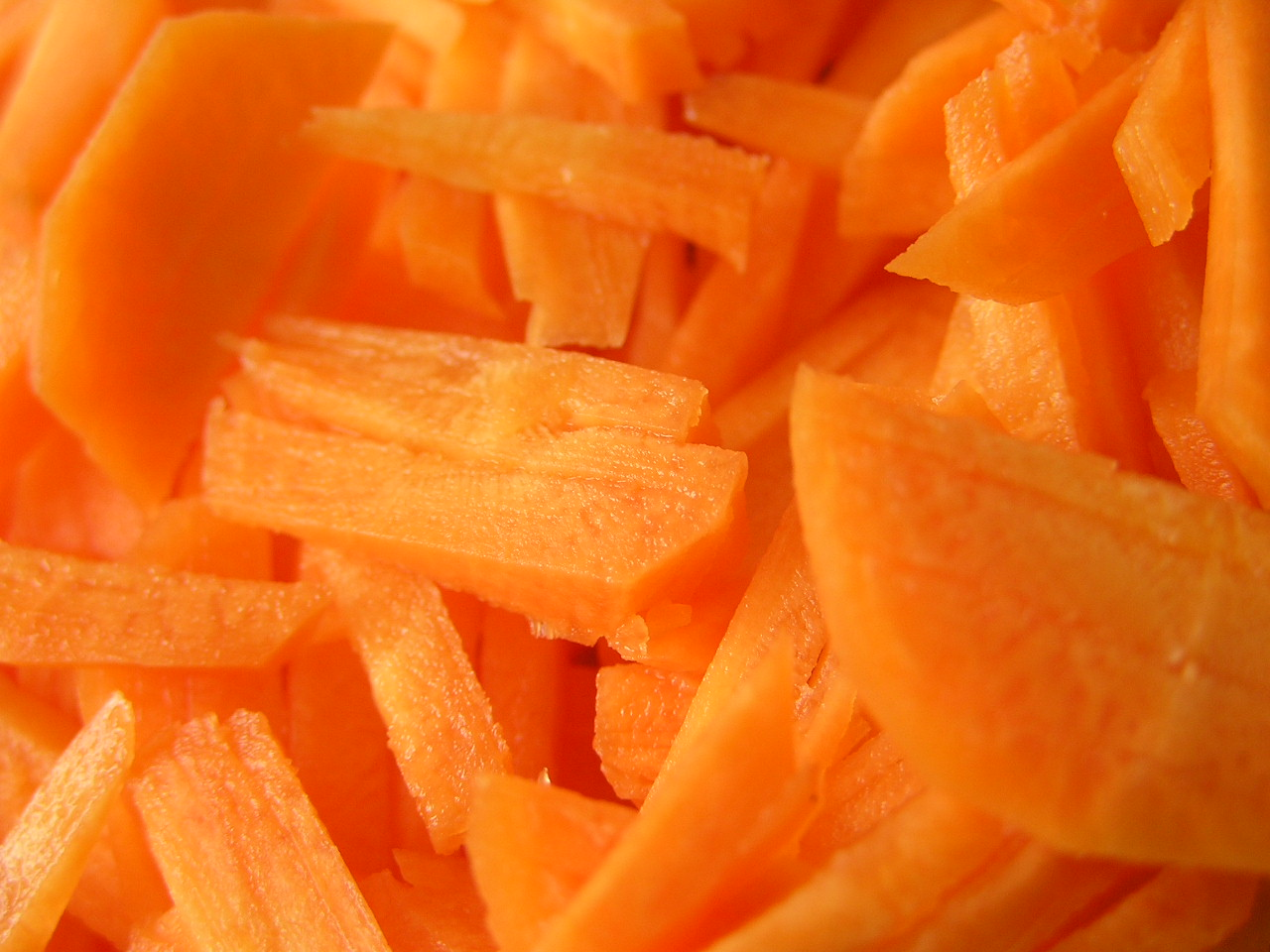
Julienne de carottes.

En cuisine, la julienne est une manière de tailler les légumes, en minces lanières de 4 à 5 cm sur 1 mm d'épaisseur.
Pour tailler une julienne, il faut d'abord tailler le légume en tranches très fines (4 à 5 cm de longueur sur 1 mm d'épaisseur), les superposer et ensuite les émincer en filaments réguliers.